# Brygada Kryzys
Brygada Kryzys is een van de belangrijkste en invloedrijkste Poolse punkbands. Het is in augustus 1981 opgericht door twee muzikanten uit Warschau, Robert Brylewski van de band Kryzys en Tomasz Lipiński van Tilt. Ze omschrijven hun muziek als punkadelic, een verwijzing naar de psychedelische muziek van eind jaren 60. De muziek staat ook onder invloed van reggae. De groep is tweemaal heropgericht.

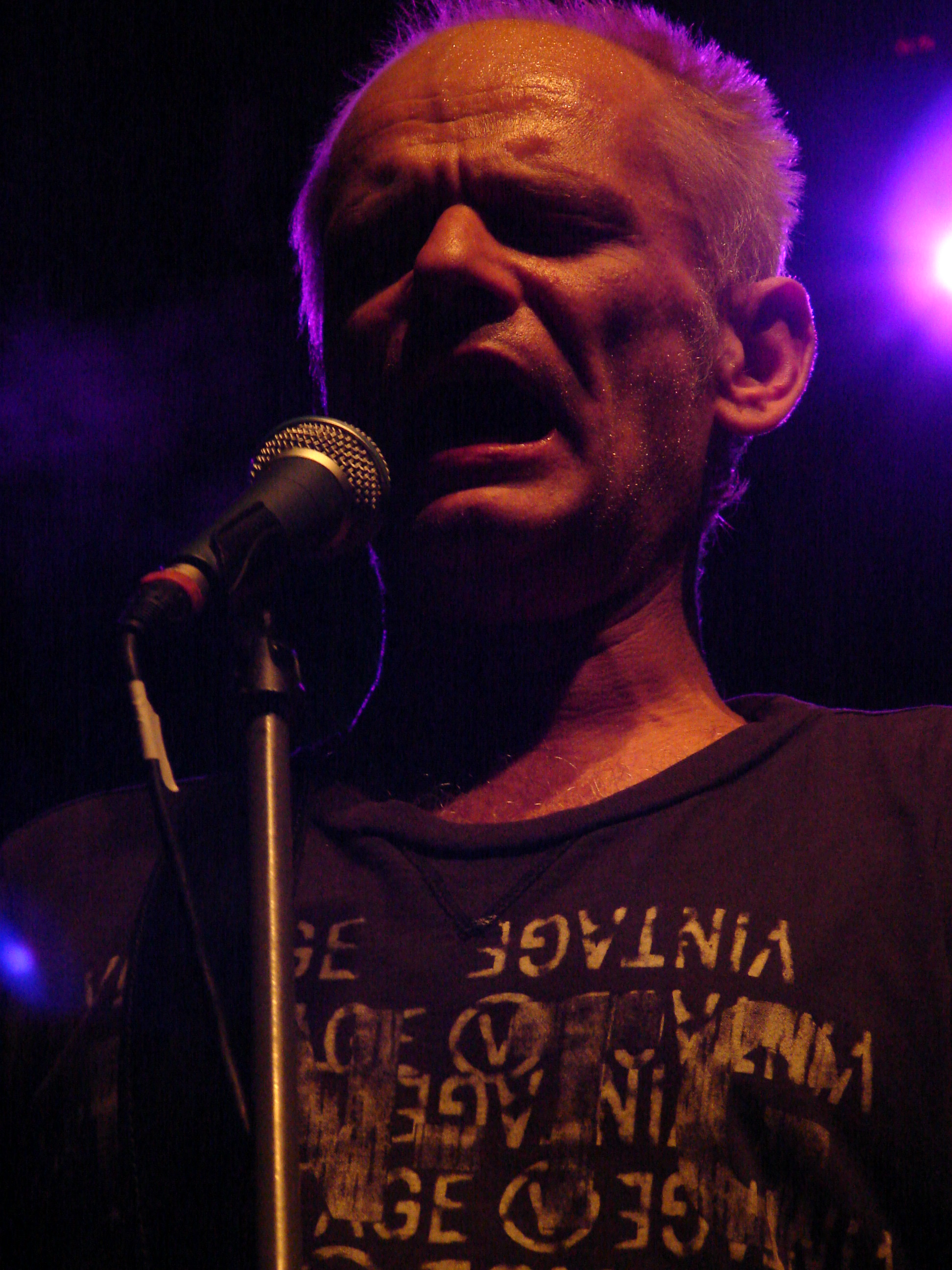
Brygada Kryzys

## Geschiedenis

### 1981
Het eerste concert dat zou plaatsvinden op een festival van Solidarność in Gdańsk wordt op het laatste moment door de organisatoren afgelast omdat ze de expliciet politieke teksten niet aandurfden. Het eerste concert vindt plaats in september in Warschau en wordt later als bootleg in Engeland uitgebracht. In november toert de groep met de Engelse band TV 21. In december staan twee concerten in Belgrado gepland op een festival voor Poolse (sub)cultuur. De bus van de band wordt bij de grens door de politie tegengehouden. Per vliegtuig weten de leden toch Belgrado te bereiken. Op 13 december 1981 wordt de staat van beleg afgekondigd in Polen. Een geplande tournee in Nederland en Joegoslavië kunnen nu niet meer doorgaan. Wel zendt de VPRO een televisiereportage uit over de groep.

### 1982
In 1982 komt de band verder onder druk te staan. Concertzalen worden onder druk gezet om concerten af te gelasten of de naam op affiches te veranderen (die betekent immers Crisisbrigade). De bandleden raken betrokken bij rellen die op dat moment in Polen plaatsvinden. 
In maart wordt een plaat opgenomen in de zojuist opgerichte studio van Tonpress in Warschau en in september 1982 vinden enkele concerten plaats, de eerste sinds december 1981. Het zijn echter ook de laatste, want de leden besluiten ermee op te houden omdat het ze bijna onmogelijk wordt gemaakt om op te treden. Robert start de reggaeband Izrael en Tomek keert terug naar Tilt. De muziek van de groep bleef erg populair in Polen in de jaren 1980.

### Comeback 1991
Toen de Berlijnse Muur viel, spraken Robert en Tomek over een heroprichting van BK. In augustus 1991 treedt de groep voor het eerst in negen jaar weer op. Ook daarna treden ze af en toe weer op en tussen oktober 1991 en augustus 1992 nemen ze weer een plaat op (Cosmopolis). Ieder jaar op 13 december van de jaren 1992 tot en met 1994 treedt de groep op om de staat van beleg van 1981 te herdenken. Eind 1994 houdt de groep weer op te bestaan. 

### Comeback 2003
In het voorjaar van 2003 is BK na tien jaar afwezigheid weer terug.  De band speelt verschillende concerten, waaronder de tour Punk Rock Later (PRL). Dit is een verwijzing naar Polska Rzeczpospolita Ludowa (PRL, Volksrepubliek Polen, de officiële naam voor Polen ten tijde van het communistisch regime). In december speelt BK in Londen. 

### 2005
Aleksander Korecki keert terug en vervangt Lisecki op sax. Voorbereidingen voor een remixplaat van oude nummers. Televisieoptreden in Polen met het rapduo "Vienio i Pele". In november en december weer een tour door Polen en een optreden in Londen.

## Bandleden

### 1981-'82
- Robert Brylewski (zang en gitaar)
- Tomek Lipiński (zang en gitaar)
- Ireneusz Jeżyk Wereński (bas)
- Sławek Słociński (drums)
- Jarek Gruszka Ptasiński (percussie)
- Tomek Men Świtalski (saxofoon)

### 1991-'94
- Robert Brylewski, (zang en gitaar)
- Tomek Lipiński, (zang en gitaar)
- Irek (Ireniusz) Jeżyk Wereński  (bas)
- Piotr Stopa Żyżelewicz (drums)
- Vivian Quarcoo (Brylewski’s vrouw, zang)
- Włodek Kiniorski  (sax)
- Aleksander Korecki (sax)

### Bandleden 2003-
- Robert Brylewski, (zang en gitaar)
- Tomek Lipiński, (zang en gitaar)
- Filip Gałązka (drums)
- Tomek Szymborski (bas)
- Sergiusz Lisecki (sax tot 2004)
- Aleksander Korecki (sax vanaf 2004)

## Discografie
- 1982 Brygada Kryzys - lp - Tonpress
- 1982 Live - lp - Fresh Records UK
- 1992 Cosmopolis - Izabelin Studio
- 1996 Live in Remont '93 -  mc - Gold Rock Studio